# Mundo de fieras (telenovela de 1991)
Mundo de fieras es una telenovela venezolana realizada por Venevisión en 1991. Es una historia original de Ligia Lezama, producida por Marisol Campos.
Protagonizada por Catherine Fulop y Jean Carlo Simancas, y las participaciones antagónicas de Rosalinda Serfaty, Chelo Rodríguez, Carolina Lopez y Lilibeth Morillo.

## Sinopsis
Rosario Palacios Flores, conocida por todos como "Charito", es una muchacha buena y hermosa que vive sola en el campo con su madre, María Antonieta Flores. El padre de Charito, Leoncio Palacios, las abandonó a las dos mucho tiempo atrás para irse con su nueva esposa, Miriam. 
La salud de María Antonieta empeora, por lo que le pide a Leoncio, que también tiene una hija llamada Joselyn, que cuide de Charito. Joselyn Palacios, que sufre problemas mentales, en realidad no es hija de Leoncio, sino de una relación extraconyugal de Miriam con otro hombre, Federico Anzola. 
María Antonieta fallece después de un tiempo y su hija queda totalmente sola. Por suerte para ella, Chabela Soriano, una vieja amiga de su madre, la hospeda en su casa junto a sus dos hijos: Tamara, que es su hija biológica, e Iván, que es adoptado. Este último, que es viudo, se enamora de inmediato de Charito al ver en ella un asombroso parecido con su difunta esposa, Viviana, muerta en extrañas circunstancias.
Posteriormente, Charito es contratada por Leoncio para trabajar como sirvienta en su casa, pues aquel está mortalmente enfermo y desea pedirle perdón antes de morir. Charito, que desconoce por completo el parentesco entre ambos, se encariña con Leoncio, por lo que se enoja con él al saber la verdad, pero termina perdonándole por el afecto que siente hacia él. Cuando Leoncio muere, Charito vuelve a sentirse totalmente sola en el mundo porque siente que no tiene más nadie en su vida.
Es entonces cuando el amor llega a la vida de Charito en la persona de José Manuel Bustamante, el marido de Joselyn, que la ama en secreto. Ella también se siente fuertemente atraída por él, pero no se atreve a dejarse llevar por sus sentimientos porque él está casado con una mujer malvada y peligrosa. Sin embargo, ninguno de los dos pueden controlar su pasión mutua y terminan haciéndose amantes.
Joselyn acaba descubriendo la relación entre ambos y decide vengarse de su rival, a quien golpea furiosamente. Charito comprende que su amor por José Manuel es imposible y decide volver al campo para olvidarle. Mientras tanto, Iván confiesa su amor a Charito y le pide matrimonio, pero ella lo rechaza porque lo considera sólo un buen amigo y posteriormente como cuñado por ser esposo de su hermana Viviana 
Poco después, Charito descubre que está embarazada y decide revelar la noticia a José Manuel, quien se muestra dispuesto a ocuparse del niño, pero Joselyn le revela que ella también embarazada y él se siente atrapado. Las dos mujeres dan a luz el mismo día, pero el bebé de Joselyn nace muerto, mientras que Charito pare un niño sano. Joselyn se entera de lo sucedido y decide raptar al hijo de Charito, al que llama José, para hacerlo pasar por suyo.
Pasan cinco años en los que Charito vive día a día con la esperanza de encontrar su hijo, que vive con José Manuel (que desconoce que es el hijo de Charito) y con Joselyn; esta última hace toda clase de maldades a Charito para hacerle la vida imposible, hasta terminar encerrándola en un manicomio en el que la joven pierde la memoria. 
José Manuel, harto de las maldades de Joselyn, la deja y le pide el divorcio descubriendo que estaba casada con Emilio Sartori y cuando Charito recupera la memoria se casa con ella en una ceremonia íntima. 
Parece que Charito por fin puede ser feliz junto a José Manuel y el hijo de ambos, con quien empieza a recuperar el tiempo perdido, pero las desgracias todavía no han terminado para ella, porque aparece otra mujer para enturbiar su felicidad: Brigitte Perdigón, la primera esposa de José Manuel, quien dice que aún no está divorciada de José Manuel y por lo tanto sus matrimonios con Joselyn y con Charito no son válidos.
Por otro lado, Joselyn encuentra de nuevo el amor en el Dr. Valentin Velasco su psicólogo tratante y es médico cirujano con especialización en psicología y vuelve a quedar embarazada, pero poco después descubre que Valentin es un hombre casado con dos hijas y también tiene una enfermedad terminal llamada leucemia y le quedan pocos meses de vida. Al saber de la gravedad de su situación, Joselyn decide hacer las paces con Charito, que la perdona y decide permanecer a su lado. Además, Joselyn le pide como última voluntad a Charito que cuide de su bebé cuando ella muera.
Meses después, Joselyn muere tras dar a luz una niña de la que Charito promete cuidar como si fuera su hija. Por su parte, José Manuel resuelve todos sus problemas con Brigitte denunciándola penalmente por intento de homicidio y falsedad de documentos y puede al fin vivir su gran amor con Charito, finalmente Miriam después de cometer tantas atrocidades paga sus maldades muriéndose de un ataque epiléptico recluida en un manicomio.

## Elenco
- Catherine Fulop -  Rosario Palacios Flores "Charito"  / Viviana Flores
- Jean Carlo Simancas - José Manuel Bustamante
- Rosalinda Serfaty - Jocelyn Palacios de Bustamante
- Luis José Santander - Iván Soriano
- Elluz Peraza -  Sor Piedad / Indiana Castro
- Miguel Alcántara - Silvio Ascanio
- Chelo Rodríguez - Raiza Aguirre/ Miryam de Palacios/ Miryam de Camaro
- Carolina López - Brigitte Perdigón de Bustamante
- Marlene Maseda - Reina Bayón
- Rebeca Costoya - Geraldine Paricio
- Chony Fuentes - Madame Julia Bayón
- Mirtha Borges † - Chabela Soriano
- María E. Domínguez - Sharon
- Marisela Buitrago - Leonicia la Iluminada de Buenaventura
- Susana Duijm †  - Fuensanta Marbella
- Olga Castillo † - Delmira
- Esperanza Magaz † - Madre superiora
- Francis Helen - Andreína Marval
- Orángel Delfín † - Leoncio Palacios
- Marcelo Romo † - Raymundo Camaro
- Diego Balaguer - Emilio / Clemente Sartori
- Simón Pestana - Amadeo Bustamante
- Henry Salvat - Ángel Contreras
- Julio Capote - Gonzalo Castro
- Ernesto Balzi - Federico Anzola
- Carolina Cristancho - Sandra Estevez
- Aura Elena Dinisio - Soledad de Anzola
- Mercy Croes - Adriana
- Sandra Juhasz - Paloma de Bustamante
- Lilibeth Morillo -  Tamara Ferguson Soriano "Tammy"
- Liliana Rodríguez -  Chiquinquira Moreno "Chinca"
- Azabache - Anita
- Carlos Carrera - Chofer
- Patricia Tóffoli - Vicky
- Andrés Izaguirre - Stéfano Camaro
- Carlos Subero † - Doctor Andrade
- Mahuampi Acosta † - Masanta
- María A. Gómez † - Goya
- Carmen Landaeta - Teresa
- Mario Lovera †
- Fabiola Romero - Juya
- Argenis Chirivella † - Yordi "Cocoliso"
- Mario Brito (Lotario) † - Juanón
- Ninon Racca - María Antonia Flores
- Isabel Hungría † - Cleopatra
- Humberto Tancredi † - Padre Emerito
- Víctor Cárdenas - Antor Camaro
- Yuri Rodríguez
- Robert Pérez
- Luis Aular- Chirinos
- Ana María Pagliachi - Carlota
- Víctor Rentroya †
- Paul Gillman y su grupo
- Manuel Gassol
- Frank Méndez - Teófilo Sulbaran "El Chacal"
- Francia Sandoval
- Franca Arico
- Tisbeth Arias
- Elizabeth López - Fedora
- Eduardo Herreros - Jimmy
- Coromoto Roche † - Ninón
- Morela Reyes
- Tania Martínez
- Moisés Rodríguez
- Carmelo Lapira †
- Gonzalo Contreras - Nazario
- Nene García
- Emma Pereira - Fátima Defreitas
- Isabel Herrera - Amiga de Tammy
- Miguel Maldonado
- Miguel A. Nieto -  Felipe, Padre Medallita
- Enrique Oliveros † - Basilio de la Croix
- Jhonny Menhier
- Odalys Paiva
- Luis Gerardo Núñez - Valentín Velasco
- Gabriela Spanic - Luisa
- Hilda Blanco † - Chiba
- Jeniree Blanco  - Fedora Amaral
- Gonzalo Velutini - Santiago Amaral
- Roberto Luke - Wilfrido
- Dulce María Pilonieta - Diana Bustamante Marval
- Pedro de Armas - Luisito Bustamante (niño)
- Winston Vallenilla - Luisito Bustamante (adolescente)
- Luis Pérez Pons
- Humberto Oliveros -  José Bustamante Palacios "Joseito"
- Johnny Hernández -  Trino, el chofer
- Umberto Buonocuore † - Psiquiatra
- Gerónimo Gómez † - Paciente psiquiátrico
- José Moreno Sánchez † - Dr. Sanchez
- Israel Maranatha - Comisario Apocalipsis
- Katiuska Martínez - Policía
- Francesca Termini -  Manuela Bustamante Perdigón "Chelita"
- Carlos Eduardo Ball  - El mismo

## Temas musicales
- Déjame llorar (Tema principal)
- Será (Tema secundario usado como tema principal en los capítulos finales)

Ambos interpretados por Ricardo Montaner.
- La Fragancia de tu Piel (Tema de Rosario y José Manuel) interpretado por Jerjes.

## Versiones
- La productora mexicana Televisa realizó en 2006 una telenovela basada en esta telenovela también titulada Mundo de fieras, cuyo argumento está fusionado con la telenovela mexicana Pasión y poder escrita por Marissa Garrido y ciertos toques de la telenovela argentina Rolando Rivas, taxista escrita por Alberto Migré. Fue producida por Salvador Mejía y protagonizada por Gaby Espino, César Évora, Ernesto Laguardia, Edith González y Helena Rojo.